# Rollkur

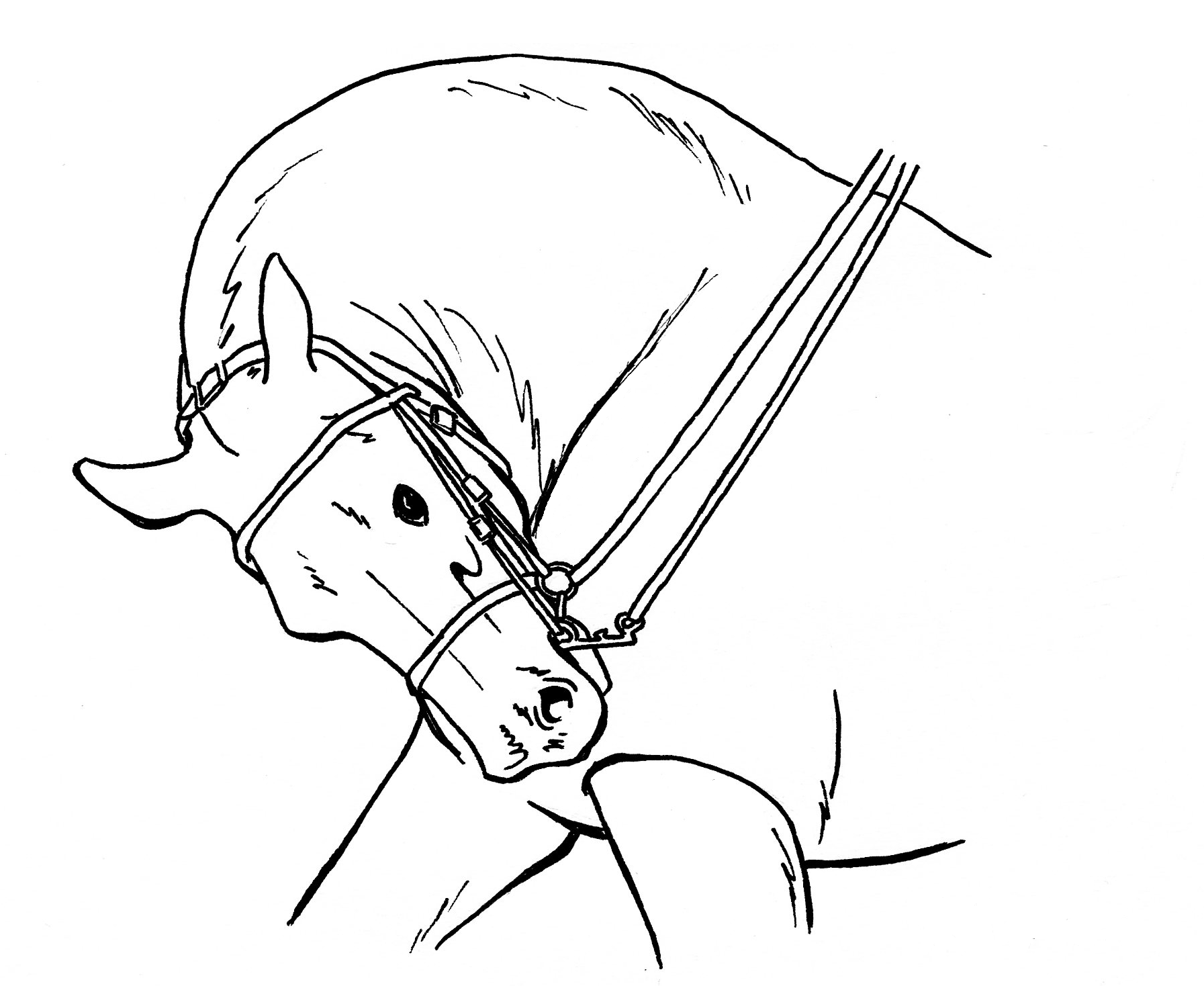
Dibujo de la posición del caballo durante el rollkur.

El rollkur o Roll Kur, oficialmente hiperflexión del cuello, es una controvertida técnica de doma ecuestre, definida por la Federación Ecuestre Internacional (FEI) como la flexión del cuello del caballo obtenida por la fuerza. Consiste en hacer trabajar al animal con el cuello enrollado y la barbilla pegada al pecho. Conocido desde la década de 1970 en el salto de obstáculos, el rollkur se publicita con los éxitos de los caballos de competición entrenados según este método, en particular los de los holandeses como Totilas y las monturas de Anky van Grunsven. Conocido por aumentar la expresividad y el desempeño de los caballos de competición, también coloca a estos animales en una situación incómoda. El rollkur ha sido objeto de una disputa entre las autoridades ecuestres neerlandesas y alemanas desde 2005. Creó animados debates en la comunidad ecuestre en los años siguientes, en particular con la circulación de videos que atestiguan posibles malos tratos. La FEI lo prohibió oficialmente en febrero de 2010. Solo la posición «baja y redonda» (llamada «ldr: Low, Deep and Round») obtenida sin el uso de la fuerza sigue estando autorizada. Esta técnica es utilizada por la mayoría de los jinetes de doma de alto nivel, sin embargo, la distinción entre «rollkur» y «ldr» no es evidente.
La oposición al rollkur proviene tanto del público en general como de los veterinarios y jinetes. Se basa principalmente en el dolor que puede experimentar el caballo al ser sometido a esta técnica. Si estos opositores creen que constituye un acto de maltrato animal, otras personas, en particular profesionales de la formación y algunos veterinarios, rechazan que haya maltrato cuando el rollkur se utiliza sin el uso de la fuerza y por un jinete experimentado.

## Terminología
La palabra «rollkur» proviene de la terminología alemana. Fue utilizada por primera vez por Heinz Meyer en un artículo de la revista St. Georg analizando los nuevos métodos de entrenamiento de doma, en 1992. En origen, es un juego de palabras, por analogía con el nombre de un medicamento que trata ciertos trastornos gastrointestinales (el paciente tiene que rodar en diferentes posiciones para que el medicamento atraviese la pared del estómago). La palabra «rollkur» es utilizada por revistas neerlandesas e inglesas.
«Rollkur» es difícil de entender para el público en general. La terminología oficial propuesta por la Federación Ecuestre Internacional (FEI) en 2006 es «hiperflexión del cuello». Sin embargo, «rollkur» todavía se usa ampliamente, al igual que el equivalente en inglés de la palabra «hiperflexión», «overbending». El acrónimo «ldr», que significa «low, deep and round», fue creado por Sjef Janssen, el entrenador de la amazona neerlandesa Anky van Grunsven. Según la definición oficial de la FEI, el «ldr» es una forma más suave de rollkur, una flexión obtenida sin fuerza durante menos de diez minutos. Sin embargo, esta distinción no es reconocida por todos. El coronel Christian Carde, jinete del Cadre Noir (cuerpo de jinetes de élite francés), asimila muy claramente «rollkur» e «ldr». Asimismo, los veterinarios Uta König von Borstel y Paul McGreevy, sin utilizar las palabras «rollkur» o «ldr», se expresan en un editorial del Veterinary Journal al definir cualquier posición impuesta a la testuz de un caballo por debajo de la vertical como un acto de maltrato. Cuando la testuz del caballo está por debajo de la vertical, se dice que está «encapotado».